# 常総市
常総市（じょうそうし）は、茨城県南西部の県西地域にある市。2006年（平成18年）1月に水海道市と石下町が合併して誕生した。市域の大半は下総国である（東町と水海道川又町のみ常陸国）。本市を中心に常総都市圏を形成している。

## 概要

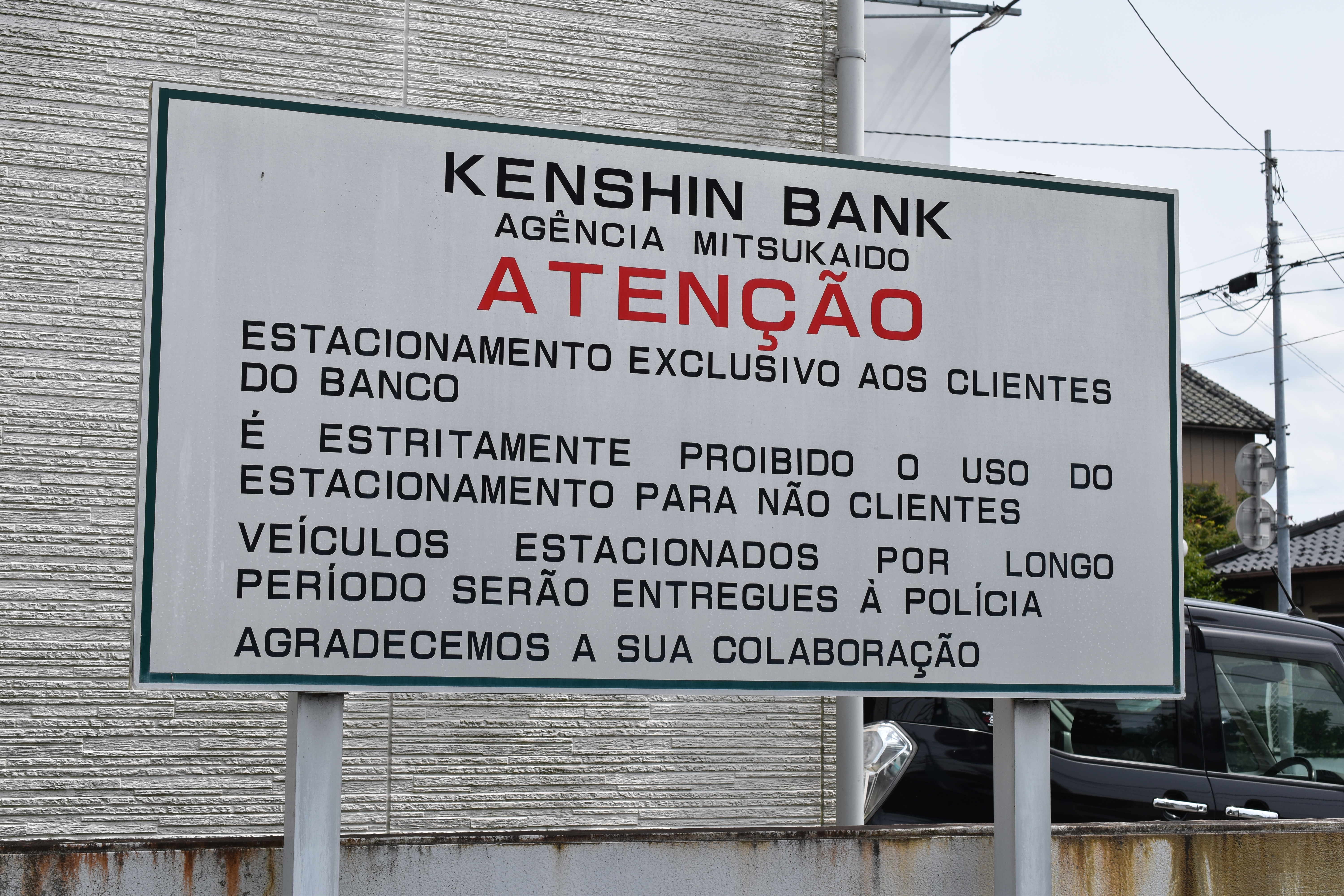
茨城県信用組合水海道支店のポルトガル語案内

茨城県内の下位区分では、県西地区に属する。市の中心である水海道地区は、江戸時代中期頃までは中宿（現・水海道元町）から新町（現・水海道本町）までの通りが村の唯一の大通りである寒村であった。江戸末期以降、「鬼怒川の水は尽きるとも、その富は尽くることなし」と称されるように、鬼怒川の河川水運によって周辺地域の中核都市として発展した。昭和後期からは隣接する県南地域の発展とは裏腹に衰退するが、市中心部にある五木宗のレンガ蔵や鍵屋河岸倉庫などの建築物に周辺地域の中核都市であった名残を見ることができる。東京都心から鉄道や高速道路などを利用して1時間弱とアクセスしやすく、緑や歴史的建築物などが多いため、映画やドラマを中心としたロケ地として利用されることが多い。
2015年（平成27年）に起きた平成27年9月関東・東北豪雨では、かつては地域に繁栄をもたらした鬼怒川が氾濫し、多大な被害を受けた。この水害後、避難・転出により1年間で市の人口は800人以上減り、約50の商工業者が廃業。復興と防災が課題となっている。
日系人の子孫がブラジルなど中南米から就労しており、水海道駅周辺には日系ブラジル人向けのスーパーなど、日系人が経営する店舗、私立のブラジル人学校などがあり、ポルトガル語の案内・表記が多い。

## 地理
常総市は茨城県南西部に位置し、東京都心から約50km、茨城県の県庁所在地である水戸市からは約70kmの圏内にある。
海抜平均10mから20mの平坦な土地が広がる。東に小貝川、市中央に鬼怒川が流れる。この鬼怒川を境に東部地域には市役所と水海道駅、石下駅を中心とする市街地や水田、西部地域には水田、畑、森林、工業団地などが広がっている。西部地域には猿島台地があり、台地上ではさしま茶が生産されている。
また、市の西部、坂東市との境界地域には首都圏近郊緑地保全区域および茨城県自然環境保全地域に指定された菅生沼があり、市の北東部は筑波研究学園都市に隣接している。

### 地名
常総市の地名は、旧市町村によって以下のように区分される。
- 1954年の市制直前に旧結城郡水海道町となっていた地域 - ｢水海道○○町｣と表記（○○は水海道市市制施行時に制定された町名[6]）。
- 1954年の市制直前に旧結城郡水海道町以外となっていた地域
  - 旧北相馬郡坂手村・旧結城郡豊岡村 - ｢○○町｣と表記（○○は合併直前の村名）。
  - 旧北相馬郡坂手村、旧結城郡豊岡村以外 - ｢○○町｣と表記（○○は合併直前の村の大字）。
  - 1955年に水海道市に編入された旧筑波郡谷和原村大字川又 - ｢水海道川又町｣
  - 1955年に水海道市に編入された旧筑波郡真瀬村の一部 - ｢東町｣
  - 1956年に水海道市に編入された旧北相馬郡菅生村 - ｢○○町｣と表記（○○は旧村の大字）。
  - 1956年に水海道市に編入された旧北相馬郡内守谷村
    - 常総ニュータウン以外 - ｢内守谷町｣
    - 常総ニュータウンきぬの里地区 - ｢内守谷町きぬの里｣

  - 2006年に水海道市に編入された旧結城郡石下町
    - 大沢新田・古間木の各一部 - ｢大沢｣[7]
    - 大沢新田・古間木の各一部以外 - ｢○○｣（○○は旧石下町の大字）

### 隣接している自治体
茨城県
- つくば市、坂東市、下妻市、つくばみらい市、守谷市
- 結城郡：八千代町

千葉県
- 野田市

### 人口
| |                                        |  |
| 常総市と全国の年齢別人口分布（2005年） | 常総市の年齢・男女別人口分布（2005年） |  |
| ■紫色 ― 常総市 ■緑色 ― 日本全国 | ■青色 ― 男性 ■赤色 ― 女性              |  |
| 常総市（に相当する地域）の人口の推移 \| 1970年（昭和45年） \| 55,152人 \| \| \| 1975年（昭和50年） \| 58,040人 \| \| \| 1980年（昭和55年） \| 60,809人 \| \| \| 1985年（昭和60年） \| 63,247人 \| \| \| 1990年（平成2年） \| 64,344人 \| \| \| 1995年（平成7年） \| 66,029人 \| \| \| 2000年（平成12年） \| 66,245人 \| \| \| 2005年（平成17年） \| 66,536人 \| \| \| 2010年（平成22年） \| 65,320人 \| \| \| 2015年（平成27年） \| 61,483人 \| \| \| 2020年（令和2年） \| 60,834人 \| \| |                                        |  |
| 総務省統計局 国勢調査より |                                        |  |
| 1970年（昭和45年） | 55,152人                               |  |
| 1975年（昭和50年） | 58,040人                               |  |
| 1980年（昭和55年） | 60,809人                               |  |
| 1985年（昭和60年） | 63,247人                               |  |
| 1990年（平成2年） | 64,344人                               |  |
| 1995年（平成7年） | 66,029人                               |  |
| 2000年（平成12年） | 66,245人                               |  |
| 2005年（平成17年） | 66,536人                               |  |
| 2010年（平成22年） | 65,320人                               |  |
| 2015年（平成27年） | 61,483人                               |  |
| 2020年（令和2年） | 60,834人                               |  |

## 歴史

旧水海道市章

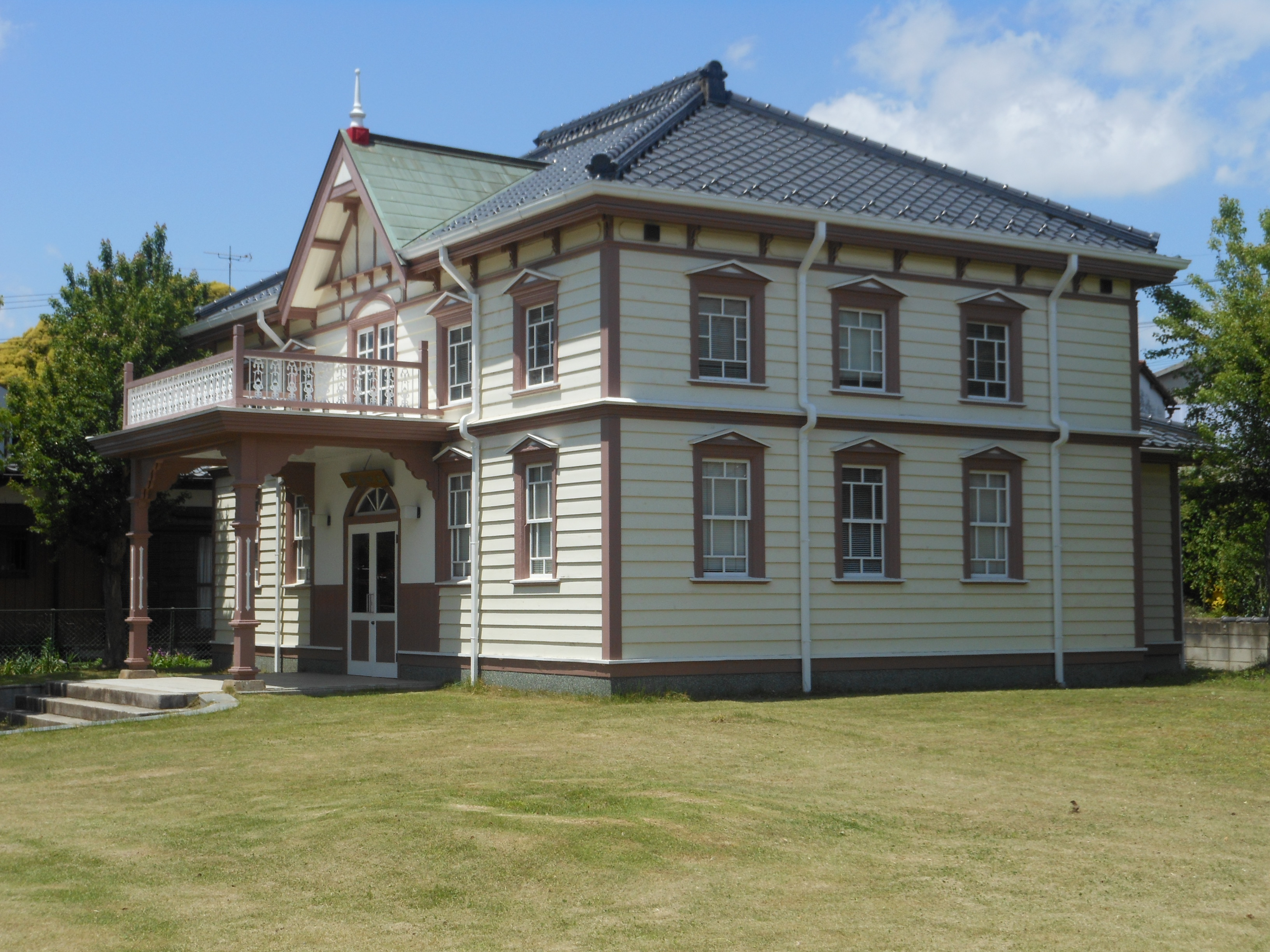
水海道町役場として建設された二水会館

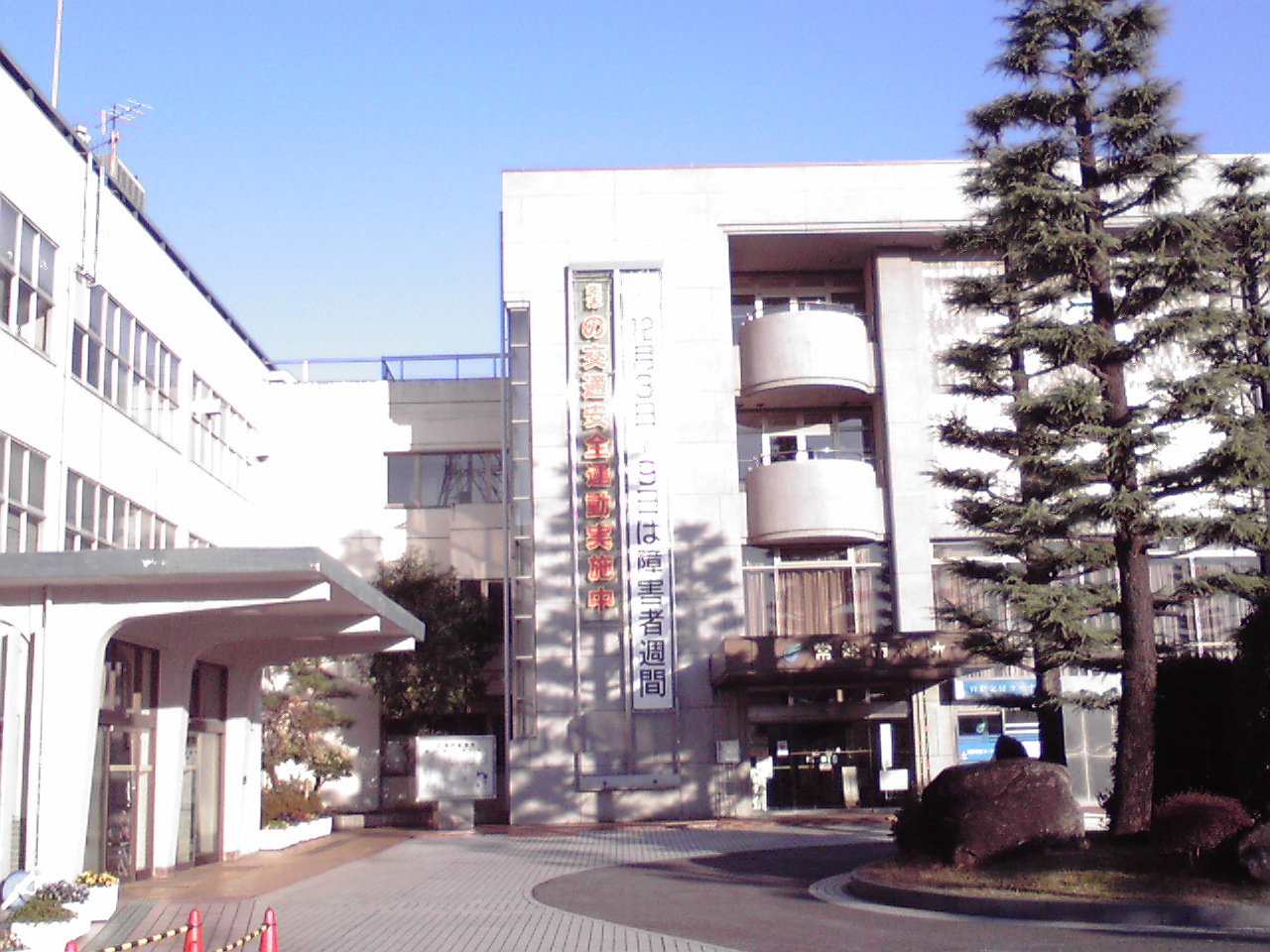
改築前の常総市役所（旧水海道市役所、2009年撮影）

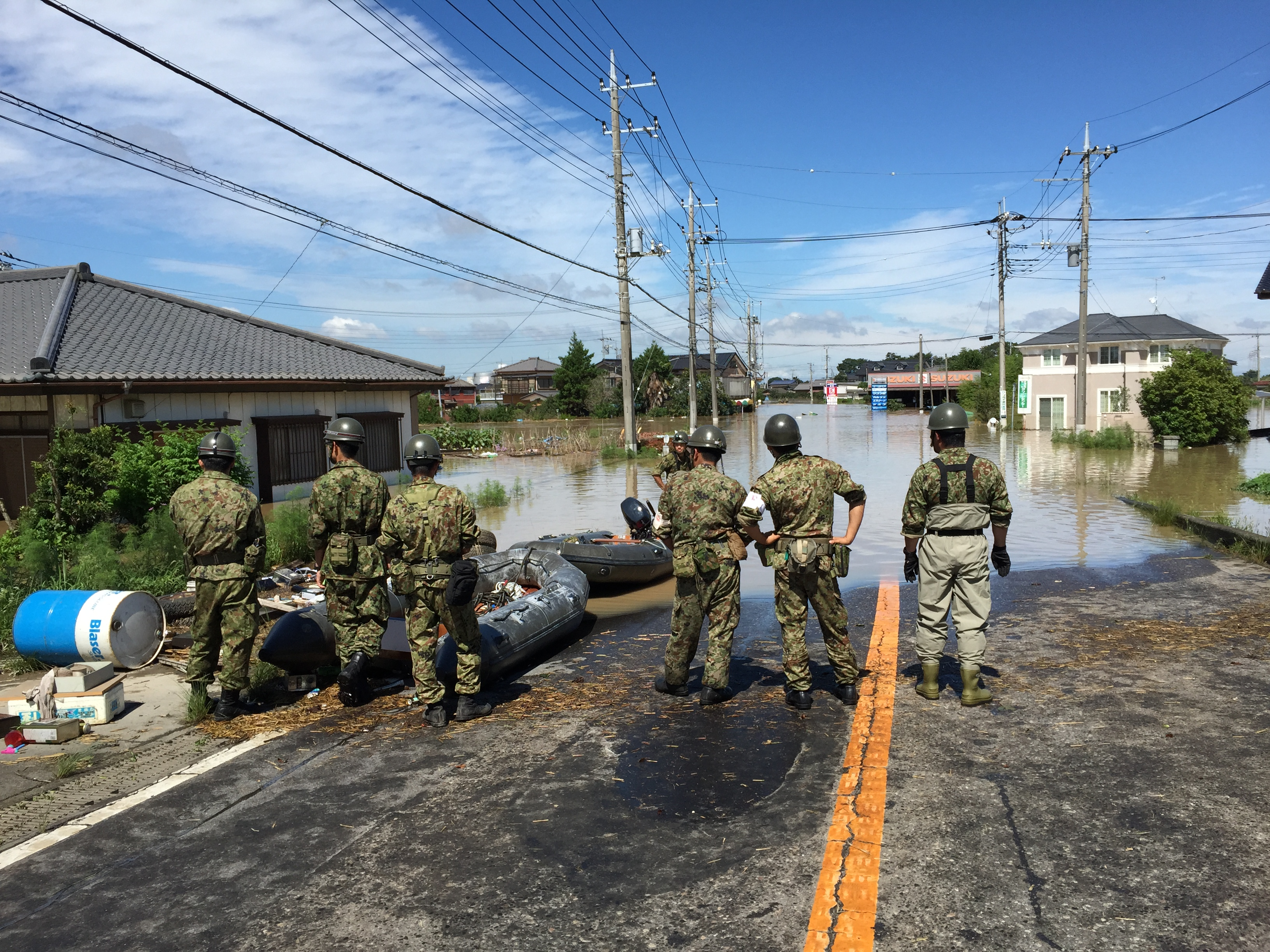
2015年の堤防決壊による被害

- 旧市名の水海道（みつかいどう）は、平安時代の武将坂上田村麻呂がこの地で馬に水を飲ませた（水飼戸：ミツカヘト）という故事に由来する。
  - 柳田国男は御津垣内（みつかいど、水運の集散地）が転じたと見ている（『水海道古称』より）。
- 寛永年間には、鬼怒川と利根川が直結したことにより水運が発達し、江戸と下総、下野、会津方面とを結ぶ水運の中継地として栄えた。
- 1913年（大正2年）11月1日には常総鉄道（現関東鉄道常総線）が開通し、船便に変わり軌道交通による経済発展で栄えた。

### 沿革
- 1871年（明治4年） - 豊田郡水海道村が水海道駅に改称。
- 1889年（明治22年）4月1日 - 町村制の施行により水海道駅が単独町制となり、水海道町が発足。
- 1896年（明治29年）3月29日 - 豊田郡、岡田郡及び結城郡の統合により、所属郡を結城郡に変更。
- 1954年（昭和29年）7月10日 - 結城郡豊岡村・菅原村・大花羽村・三妻村・五箇村・大生村、北相馬郡坂手村を編入・市制施行し水海道市となる。
- 1955年（昭和30年）3月31日 - 筑波郡真瀬村の一部、同郡谷和原村（現:つくばみらい市）大字川又を編入（真瀬村の残部は他町村と合併して谷田部町〔現つくば市〕を新設）。それぞれ東町、川又町となる。
- 1956年（昭和31年）4月1日 - 北相馬郡内守谷村・菅生村を編入。
- 2003年（平成15年）2月28日 - 内守谷町きぬの里1丁目〜3丁目（旧内守谷町の一部）を新設[8]。
- 2006年（平成18年）1月1日 - 結城郡石下町を編入。常総市と改称。
- 2014年（平成26年）11月25日 - 新庁舎開庁（東日本大震災被害から建て替え）
- 2015年（平成27年）9月10日 - 関東・東北豪雨（常総水害）で鬼怒川の堤防が決壊し、大きな被害を受ける。
- 2017年（平成29年）2月26日 - 圏央道 境古河IC - つくば中央IC間開通、市内に常総ICが開設。

### 市名
平成の大合併において、水海道市は当初、筑波郡伊奈町および谷和原村と合併を目指し、その新市名を一般公募に基づいて「常総市」に決めたが、水海道市議会で新市の市役所位置について意見がわかれ、多数の議員が「伊奈、谷和原に振り回され水海道を馬鹿にしている議会も執行部もしっかりしろといいたい」、「合併しても伊奈、谷和原の議員のほうが多いので、水海道の立場が悪くなる」と発言し、合併協議を一方的に破談にしたため、その後、下妻市等との合併協議が破談となった北隣の石下町との合併協議会を設置した。そして石下町を水海道市に編入する形式ながら、市名を「常総市」に改称するという、珍しいケースとなった。その後、伊奈町と谷和原村はつくばみらい市として合併した。既存の市が周辺町村を編入して、市名を改称する事例は、平成の大合併では他に新潟県新井市 → 妙高市がある。

## 行政

### 市長
- 水海道市長

| 代    | 氏名       | 就任                      | 退任                       | 備考 |
| ----- | ---------- | ------------------------- | -------------------------- | ---- |
| 1-2   | 須田誠市   | 1954年（昭和29年）7月10日 | 1959年（昭和34年）4月29日  |      |
| 3     | 横田新六郎 | 1959年（昭和34年）5月1日  | 1963年（昭和38年）4月30日  |      |
| 4-9   | 落合庄次   | 1963年（昭和38年）5月1日  | 1987年（昭和62年）4月30日  |      |
| 10-11 | 神林弘     | 1987年（昭和62年）5月1日  | 1995年（平成7年）4月30日   |      |
| 12-14 | 遠藤利     | 1995年（平成7年）5月1日   | 2005年（平成17年）12月31日 |      |

- 常総市長

| 代 | 氏名       | 就任                     | 退任                      | 備考       |
| -- | ---------- | ------------------------ | ------------------------- | ---------- |
| 1  | 遠藤利     | 2006年（平成18年）1月1日 | 2007年（平成19年）4月30日 |            |
| 2  | 杉田光良   | 2007年（平成19年）5月1日 | 2008年（平成20年）6月14日 | 在任中死去 |
| 3  | 長谷川典子 | 2008年（平成20年）8月3日 | 2012年（平成24年）8月2日  |            |
| 4  | 高杉徹     | 2012年（平成24年）8月3日 | 2016年（平成28年）8月2日  |            |
| 5  | 神達岳志   | 2016年（平成28年）8月3日 | 現職                      |            |

水海道市長と常総市長の出典:平成26年度版統計書 の 歴代市長（常総市ホームページ）

### 市役所庁舎
- 本庁舎（水海道庁舎） - 茨城県常総市水海道諏訪町字八幡東3222番地3
  - 2011年の東日本大震災を機に改築、高い耐震性をもつ防災拠点として2014年に竣工した。しかし、2015年の鬼怒川堤防決壊の際は庁舎が浸水し、電気や電話、交通の途絶により孤立するという思わぬ弱点が露呈した[10][11]。
- 石下庁舎 - 茨城県常総市新石下4310番地1

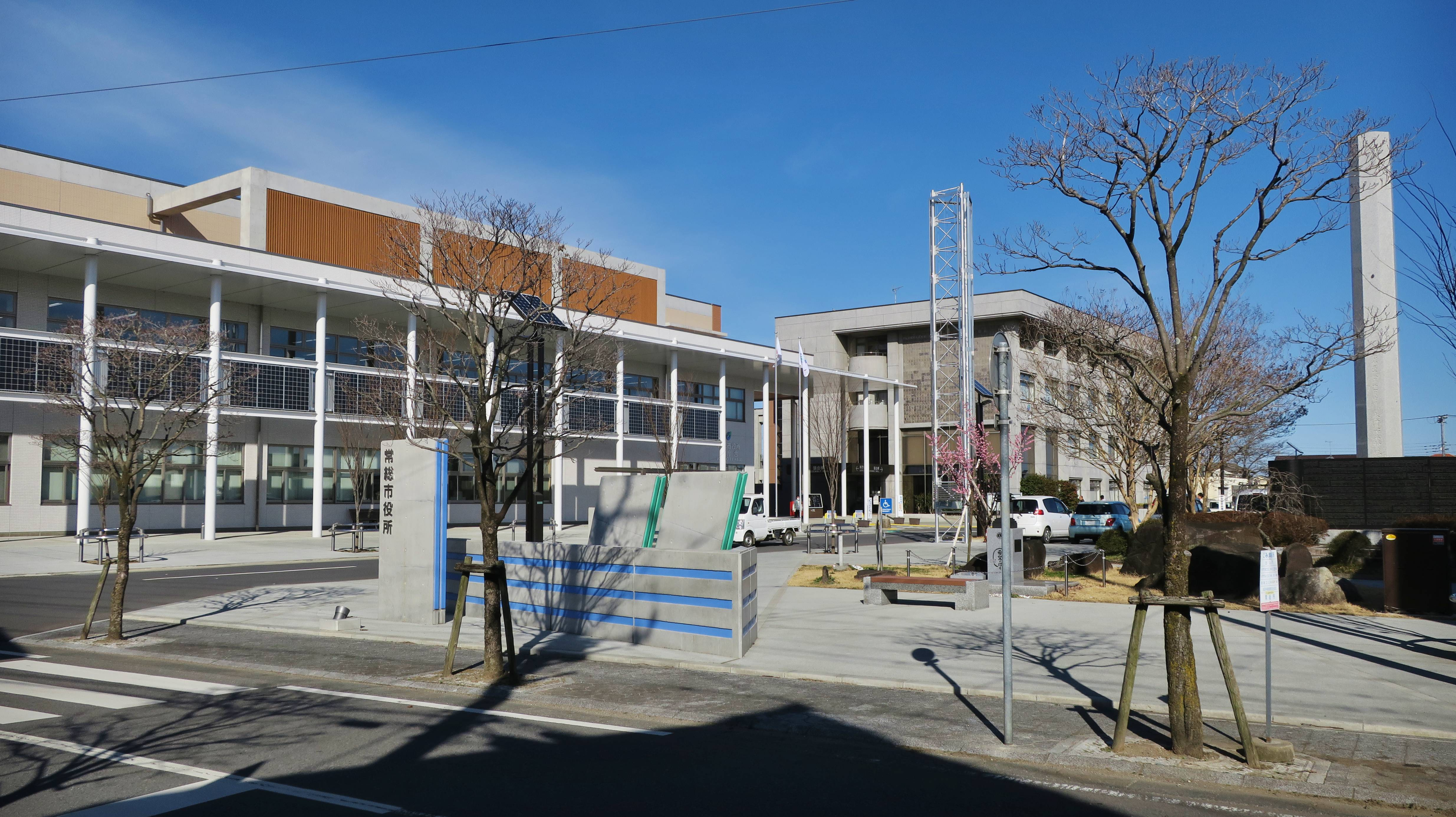
本庁舎（左手前）と議会棟（右奥）
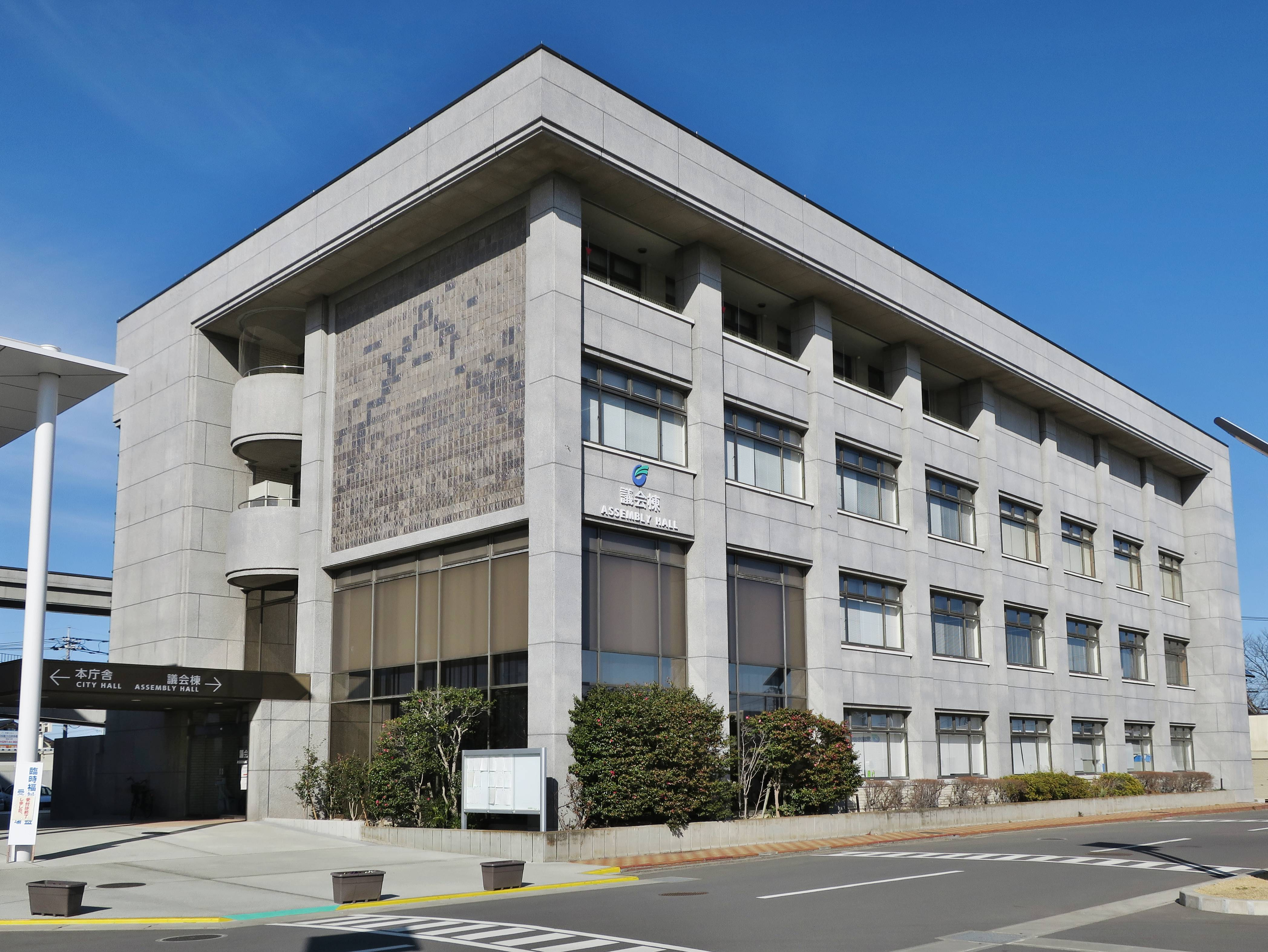
議会棟
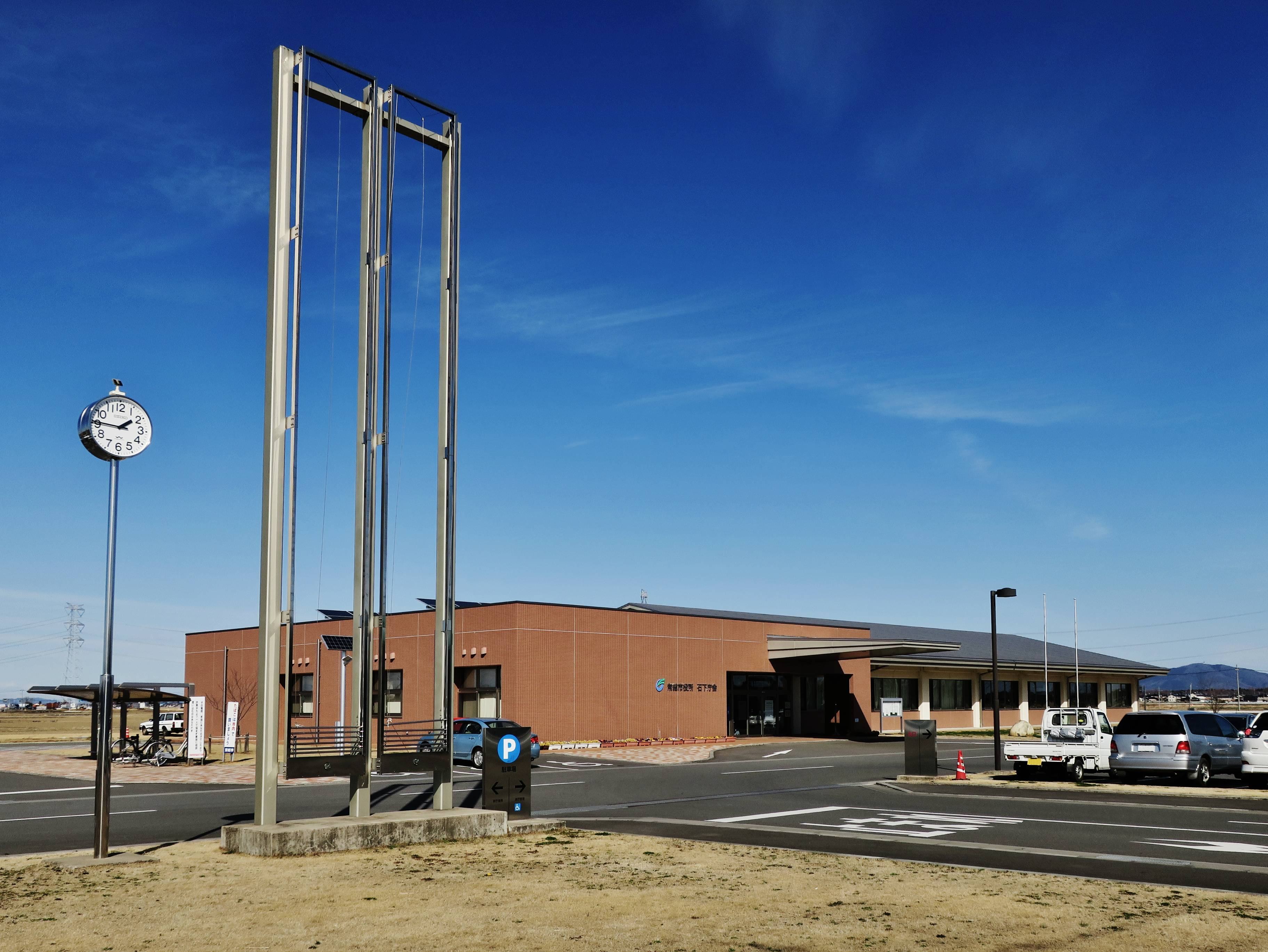
石下庁舎

### 加入広域事務組合
- 常総地方広域市町村圏事務組合
（つくばみらい市・取手市・守谷市・常総市（旧水海道市地区）のごみ処理などを行っている。）
  - 守谷市に組合運営の常総環境センター（ごみ処理施設）・組合事務所・常総運動公園が設置されている。
- 下妻地方広域事務組合
（下妻市・八千代町・常総市（旧石下町地区）のごみ処理などを行っている。）
  - 主に下妻市に組合運営の施設が設置されている。
- 茨城県市町村総合事務組合
- 茨城租税債権管理機構
- 常総衛生組合
- 茨城西南地方広域市町村圏事務組合
- 常総・下妻学校給食組合（2011年9月30日解散）

### 第三セクター等
- あすなろの里

### 管轄消防署
- 常総広域消防（上記の広域事務組合に属する広域消防でつくばみらい市・守谷市・常総市[旧水海道市地区]が管轄地域である。）
  - 水海道消防署 - 水海道山田町808番地
  - 水海道消防署北出張所 - 大生郷町2631番地1
  - 水海道消防署絹西出張所 - 菅生町3129番地

消防本部は水海道消防署内に設置されている。
- 茨城西南広域消防下妻消防署（古河市に本部がある広域消防で、下妻消防署は下妻市と八千代町と本市の旧石下町地区が管轄地域である。）
  - 下妻消防署　石下分署 - 本石下4596番地

### 管轄警察署

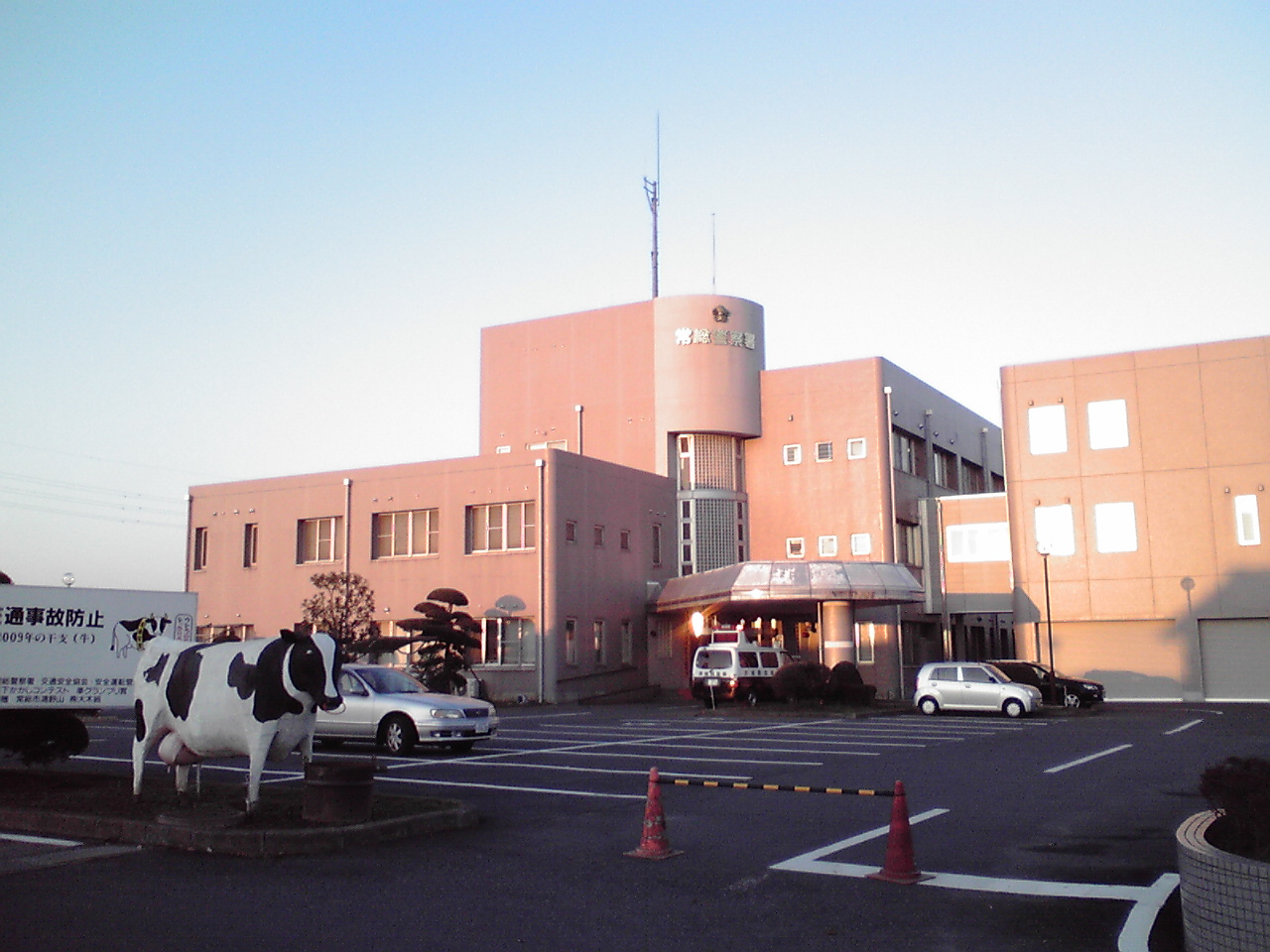
常総警察署

- 常総警察署（市内の国道294号線沿いにある警察署で、管轄はつくばみらい市と当市である。）

- 石下地区交番 - 本石下4750番地
- 飯沼駐在所 - 鴻野山46番地1
- 内守谷駐在所 - 内守谷町2743番地2
- 大生郷駐在所 - 大生郷町3134番地
- 大輪駐在所 - 大輪町1490番地7
- 岡田駐在所 - 向石下1007番地1

- 坂手駐在所 - 坂手町1261番地3
- 上蛇駐在所 - 上蛇町1899番地3
- 菅生駐在所 - 菅生町2961番地9
- 豊岡駐在所 - 豊岡町丙3410番地8
- 豊田駐在所 - 豊田2245番地1
- 三妻駐在所 - 中妻町2457番地10

## 議会

### 市議会
- 定数：22人[12]
- 議長：中村安雄
- 副議長：坂巻文夫

### 衆議院
- 選挙区：茨城7区（古河市、結城市、下妻市、常総市、坂東市、結城郡、猿島郡）
- 投票日：2024年10月27日
- 当日有権者数：322,657人
- 投票率：52.52％

| 当落 | 候補者名 | 年齢 | 所属党派   | 新旧別 | 得票数   | 重複 |
| ---- | -------- | ---- | ---------- | ------ | -------- | ---- |
| 当   | 中村勇太 | 38   | 無所属     | 新     | 87,187票 |      |
| 比当 | 永岡桂子 | 70   | 自由民主党 | 前     | 77,224票 | ○    |

## 経済

### 工業団地

#### 大生郷工業団地
- トステム
- イトーキ
- YKK AP
- SMC
- 日本ファイリング
- 三井プレコン

他

#### 坂手工業団地
- 日本ハム
- キヤノン
- 伊勢半

他

#### 内守谷工業団地
- 森永乳業
- 王子チヨダコンテナー
- エスケー化研
- 日本エクシード
- 全農ハイパック
- イムラ封筒
- カナエフーズ
- 篠崎屋

他

### 本社を置く企業
- 株式会社菓道 - キャベツ太郎などを生産する菓子メーカー。
- リスカ株式会社 - うまい棒などを生産する菓子メーカー。
- 株式会社北総交通
- 株式会社サクマエンジニアリング - サイドカー、トライクなどを製造するメーカー。
- 株式会社ユーホーニイタカ - 業務用洗剤や業務用ワックスなどを製造するメーカー。

## 教育

### 高等学校
- 茨城県立水海道第一高等学校
- 茨城県立水海道第二高等学校
- 茨城県立石下紫峰高等学校

### 中学校

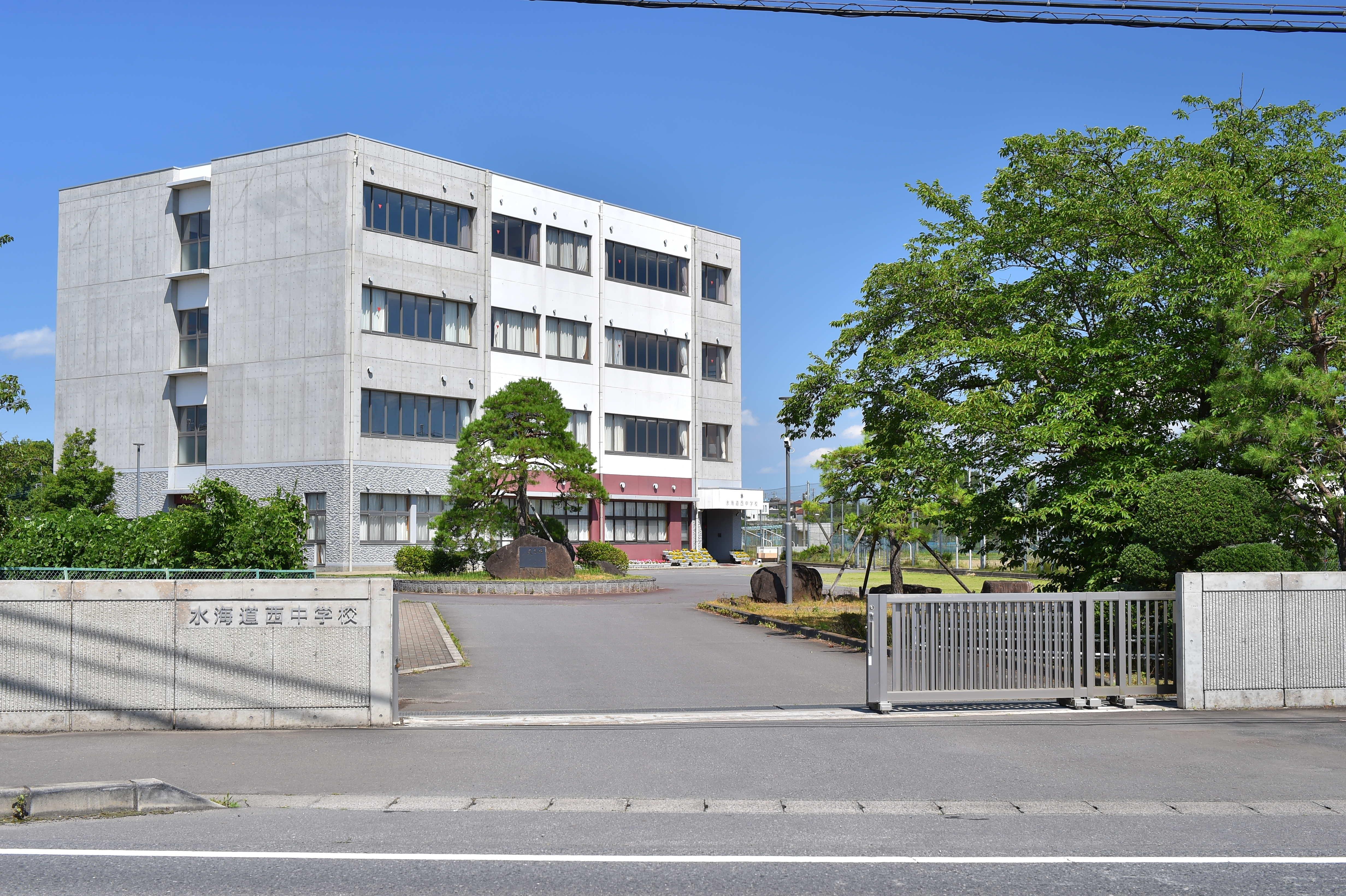
常総市立水海道西中学校

- 常総市立石下中学校
- 常総市立石下西中学校
- 常総市立鬼怒中学校
- 常総市立水海道中学校
- 常総市立水海道西中学校
- 茨城県立水海道第一高等学校附属中学校

### 小学校
- 常総市立飯沼小学校
- 常総市立石下小学校
- 常総市立岡田小学校
- 常総市立大生小学校
- 常総市立絹西小学校
- 常総市立五箇小学校
- 常総市立菅生小学校

- 常総市立玉小学校
- 常総市立菅原小学校
- 常総市立豊岡小学校
- 常総市立豊田小学校
- 常総市立水海道小学校
- 常総市立三妻小学校

### 学校教育以外の施設

#### 公共職業能力開発施設
- 独立行政法人高齢・障害・求職者雇用支援機構茨城支部 茨城職業能力開発促進センター（愛称：ポリテクセンター茨城）

## 住宅団地
- 坂手町団地 - 坂手町

## 交通

### 鉄道
関東鉄道
- 常総線

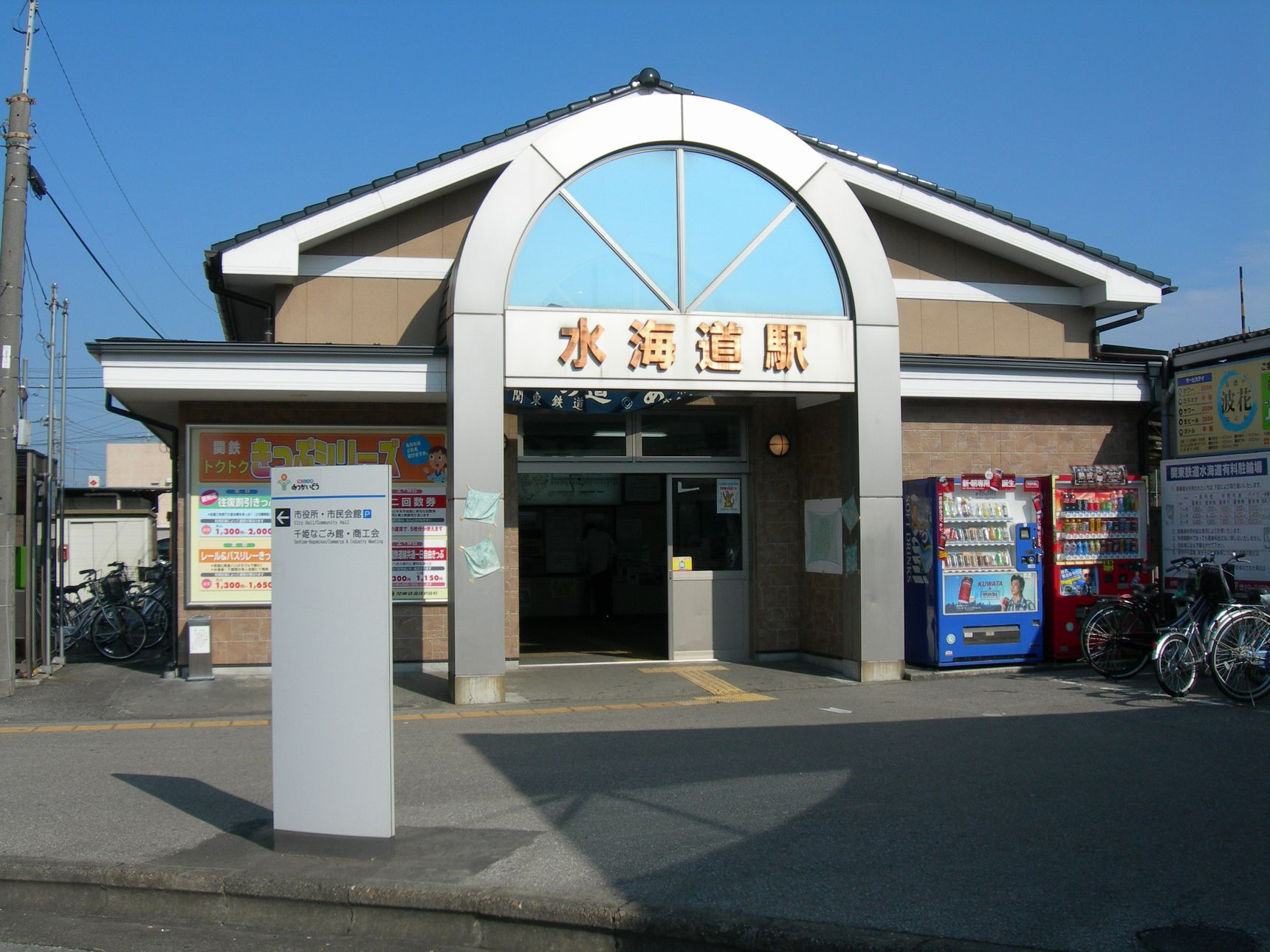
水海道駅

  - 水海道駅 - 北水海道駅 - 中妻駅 - 三妻駅 - 南石下駅 - 石下駅 - 玉村駅

- 中心となる駅：水海道駅
- 2023年9月1日より水海道駅・三妻駅にてシェアサイクル「関鉄Pedal」を営業開始

### バス
- 関東鉄道
  - 守谷駅 - きぬの里二丁目 - 内守谷工業団地[13]:21-26
  - 守谷駅 - きぬの里二丁目 - 原入口 - 岩井バスターミナル[13]:21-26
  - 石下駅 - 豊里中学校 - 筑波大学病院 - つくばセンター - 土浦二高 - 土浦駅西口
  - 石下駅 → 千代川局前 → 下妻駅（冬休み期間中の平日のみ運行[14]）
  - つくばセンター - 研究学園駅 - 道の駅常総[13]:28

- 関鉄観光バス
  - 予約制高速バス 筑西・下妻・常総～成田空港線 下館駅南口 - やすらぎの里しもつま - 道の駅常総 - 成田空港 ※2023年7月20日から2023年12月20日までの毎日運行（実証運行）

- 常総市コミュニティバスJOY BUS[13]

### 道路
- 高速道路
  - C4 首都圏中央連絡自動車道（圏央道）
    - （坂東市・東北道方面） - 75 常総IC - （つくば市・常磐道方面）
- 一般国道
  - 国道294号
  - 国道354号（水海道有料道路）
- 主要地方道
  - 茨城県道20号結城坂東線
  - 茨城県道24号土浦境線
- 一般県道
  - 茨城県道129号下妻常総線
  - 茨城県道134号鴻野山豊岡線
  - 茨城県道136号高崎坂東線
  - 茨城県道217号皆葉崎房線
  - 茨城県道332号石下停車場線
  - 茨城県道357号谷和原筑西線
- 道の駅
  - 常総

#### 隣接市町村への連絡
- つくばみらい市：関東鉄道常総線（小絹駅）、関東鉄道常総線守谷駅よりつくばエクスプレス線（みらい平駅）
- 守谷市：関東鉄道常総線（新守谷駅、守谷駅、南守谷駅）
- 下妻市：関東鉄道常総線（下妻駅、宗道駅、大宝駅、騰波ノ江駅）
- つくば市：関東鉄道常総線守谷駅よりつくばエクスプレス線（つくば駅、研究学園駅、万博記念公園駅、みどりの駅）

水海道駅から守谷駅までは快速で8分。

#### 都道府県庁への連絡
関東鉄道常総線取手駅でJR東日本常磐線へ乗り換え、水戸駅へ。取手駅 - 水戸駅の所要時間は普通列車で1時間半前後である。水海道駅から取手駅までは快速で30分。

#### 広範囲の連絡
関東鉄道常総線を利用し、守谷駅でつくばエクスプレス線に乗り換えることで1時間前後で東京都心へ移動可能。

#### ナンバープレート
ナンバープレートは｢つくばナンバー｣である。ご当地ナンバーとして新設され、2007年（平成19年）2月13日から導入された。

## 名所・旧跡・観光スポット

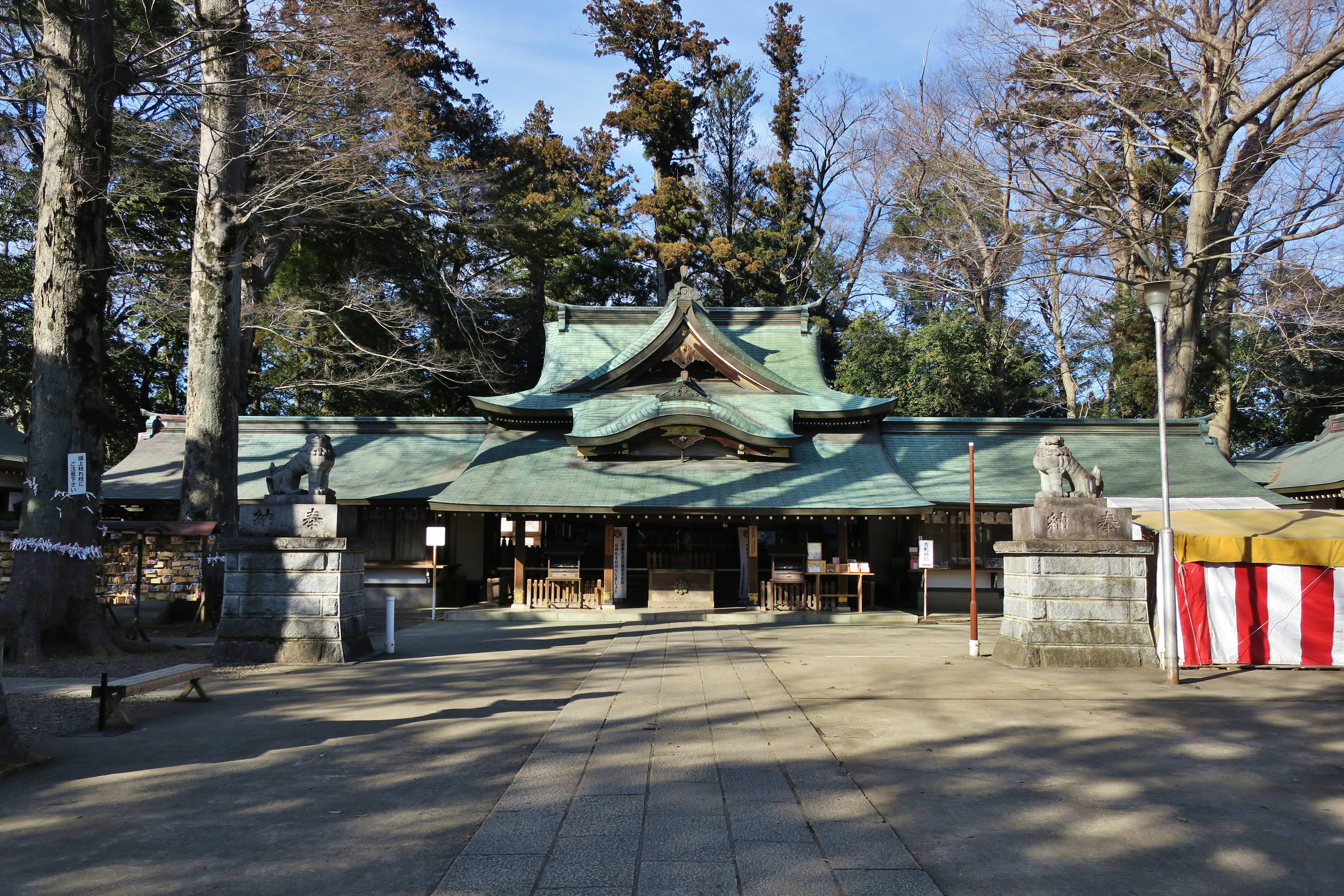
一言主神社

### 神社・寺院
- 一言主神社：809年（大同4年）に大和葛城山から一言主神を迎えて祀ったのが始まりとされる神社。通称「ひとこと明神」。言行一致の神様として近隣市町村からも参拝客が訪れる。毎年9月13日には秋季例大祭が催される。その奉納行事として行われるのが大塚戸の綱火（おおつかどのつなび）で、操り人形と仕掛け花火を用いたこの民俗芸能は茨城県指定無形民俗文化財に指定されている。
- 大生郷天満宮：929年（延長7年）に菅原道真公の第三子菅原景行が創建したと言われている。毎年1月25日には初天神際が催されている。
- 水海道八幡神社：水海道鎮守。本殿が常総市指定文化財。
- 水海道諏訪神社：神木のケヤキが常総市天然記念物。
- 安楽寺（元三大師）：大生郷天満宮守護の為に建立された。正月3日にはダルマ護摩が行われている。南側の林を抜ける参道は時代劇等のロケにも使用されている。
- 弘経寺：1414年（応永21年）に嘆誉良肇が創建した浄土宗の寺院。境内には徳川秀忠の子で豊臣秀頼に嫁いだ千姫の墓や、鶴谷南北の「色彩間苅豆（いろもようちょっとかりまめ）」がある。
- 法蔵寺：1592年に開基。怪談「真景累ヶ淵」などで有名な累の墓所としても知られている。常総市の指定文化財に指定。

### 重要文化財（国指定）
- 水海道風土博物館坂野家住宅：安土桃山時代の頃に水海道へ土着し、江戸時代には新田開発によって豪農として栄えた坂野家の大型住宅。江戸時代の豪農の生活をうかがう貴重な資料であり、国の重要文化財に指定されている。

### その他
- 吉野公園：小貝川の廃川（三日月湖）を利用した市営のヘラブナ釣り場。
- あすなろの里：農業体験など、自然とのふれあいをテーマにした宿泊施設。
- いのちを語り継ぐ美術館：画家山﨑理恵子による平和運動「原爆ドーム合作絵画の会」によって制作された絵画作品の多くを展示した私立美術館。
- 天然温泉 きぬの湯：常総ニュータウンきぬの里のタウン内にある一部掛け流し天然温泉。
- 豊田城：正式名称は常総市地域交流センター。内部は石下地域の歴史や、歌人長塚節関連の展示をしている。7階展望室からは筑波山だけではなく、日光連山や富士山等を望む事ができる。
- 長塚節の生家：アララギ派の歌人長塚節の生家。茨城県史跡指定文化財。
- 二水会館：常総市立図書館の敷地内にある国の登録有形文化財。旧水海道町役場として利用された近代建築物。

### PR
- 『ふらっと!294』という常総市、つくばみらい市、取手市の観光・地域情報を3人の美少女キャラクターが案内するモバイルアプリケーションが2018年5月1日からリリースされている。常総市は"姫乃砅花（ひめの れいか "れい"は石偏に水）"というキャラクター[16]。

## 電気
かつて水海道町には電力会社があった。1912年（明治45年）5月に水海道電気を設立し、11月事業開始。供給区域は筑波郡谷田部町、福岡村、十和村。結城郡水海道町、大生村、水海道町に発電所（瓦斯力、出力75kW）を設置。1918年（大正7年）5月帝国電灯に合併される。

## イベント・祭事・催事
- 常総市マラソン大会：毎年1月に「きぬ総合公園」周辺で開催される。
- 千姫まつり：4月第二日曜日に水海道中心市街地・弘経寺・豊田城（地域交流センター）において開催される。
- みつかいどう祇園祭：八坂神社の例大祭で、7月中旬の土曜・日曜に水海道中心市街地で開催される。
- 石下祇園祭：京都祇園会の流れを汲む祭りで、7月中旬に石下市街地開催される。
- 石下将門まつり：毎年8月15日に豊田城（地域交流センター）駐車場で開催される。
- 常総きぬ川花火大会：「常総市みつかいどう花火大会」から改称。8月第2土曜日（山の日）に開催される。打ち上げ数は約10000発で、13万人の人出がある。

## フィルムコミッション活動
ロケの街として多くの映画やドラマなどが撮影されている。その理由としては、常磐道を使えば都心から1時間前後で到着出来るうえ、自然や歴史的建造物、市街地などが多数あり、様々な撮影のニーズに応えられるためなどが挙げられる。商業施設・みつかいどうプラザが閉店後しばらく、ロケに多用されていた。
また、多数のエキストラが必要とされる場合があり、エキストラ収集のためのプロダクションがある。
- TBS愛の劇場「ママはバレリーナ」（中心市街地）
- TBS木9「白夜行」（水海道駅）
- 東映「ゼブラーマン」（水海道小学校、中心市街地）
- 東宝「着信アリ」（水海道市青少年の家等）
- 東映「俺は、君のためにこそ死ににいく」（水海道市青少年の家）
- 東宝「どろろ」（坂野家住宅）
- 松竹「座頭市（2003年の映画）」（坂野家住宅）
- 映画波山製作委員会「HAZAN」（坂野家住宅、弘経寺）
- 狼少女（2005年公開の映画）（水海道市が主要ロケ地となっている）
- NHK大河ドラマシリーズ

- 関西テレビ「白い春」（駅南児童公園）
- テレビ朝日「仮面ライダーディケイド」（二水会館、ポリテクセンター茨城）

## 出身有名人

### 旧水海道市域
- 渡辺嘉重 - 教育者、日本で最初の子守学校の創立者
- 風見章 - 政治家
- 松田道雄 - 医師・育児評論家。旧水海道町出身だが、生後すぐに京都府京都市へ転居。
- 宮島達夫 - 言語学者、国語学者
- 大川とみ - 元卓球選手、世界卓球選手権で日本人女子初の金メダルを獲得
- 市村則紀 - 元プロ野球選手
- 小谷野敦 - 文学者、小学生の頃に埼玉県越谷市へ転居。
- 岡田忠之 - バイクレーサー
- 羽田美智子 - 女優
- 細川和彦 - プロゴルファー
- 石塚真一 - 漫画家
- 鈴木たろう - プロ雀士

### 旧石下町域
- 平将門 - 平安時代の豪族、関東諸国を支配下に置き新皇を名乗った。旧石下町が生誕の地とされる。
- 服部波山 - 文人画家
- 長塚節 - 歌人・小説家
- 赤プル - お笑いタレント
- 鈴木桂治 - アテネ五輪柔道男子100Kg超級金メダリスト
- 小野卓志 - 柔道選手

## 市外局番
市外局番は0297である。龍ケ崎地区（0297-60〜99）も同じ0297だが、市外局番を頭につける必要がある。